# Fayette County (Illinois)
Fayette County is een county in de Amerikaanse staat Illinois.
De county heeft een landoppervlakte van 1.856 km² en telt 21.802 inwoners (volkstelling 2000). De hoofdplaats is Vandalia.